# 2002年冬季奥林匹克运动会安道尔代表团
2002年冬季奥林匹克运动会安道尔代表团参加了在美国盐湖城举行的第19届冬奥会。